# Bãi Đăng Quang
Bãi Đăng Quang (tiếng Anh: Coronation Bank, tiếng Trung: 康泰滩, bính âm: Kāngtài Tān, Hán Việt: Khang Thái than) là một bãi ngầm nằm về phía tây nam của bãi Mỹ Hải và đá Chữ Thập, có độ sâu khoảng 289m. Tọa độ của bãi này là 9°21′15″B 111°46′20″Đ / 9,35417°B 111,77222°Đ.
Bãi Đăng Quang là đối tượng tranh chấp của Việt Nam, Trung Quốc và Đài Loan. Hiện chưa rõ quốc gia nào kiểm soát bãi ngầm này.